# District de Mohmand
Le district de Mohmand (en ourdou : ضِلع مہمند) est une subdivision administrative de la province de Khyber Pakhtunkhwa au Pakistan. Il était intégré aux régions tribales jusqu'à leur fusion avec la province en 2018 et était jusqu'alors appelé agence de Mohmand.
Mohmand est une région montagneuse traversée par la rivière Swat. La capitale administrative de la subdivision est Ghalanai. La population essentiellement constituée de tribus pachtounes compte près de 550 000 habitants en 2023. La zone est quasiment exclusivement rurale et peu développée.
Située à la frontière avec l'Afghanistan, elle est une région stratégique dans la lutte contre les talibans et l'armée pakistanaise y a mené des opérations militaires dans le cadre de l'insurrection islamiste.

## Histoire

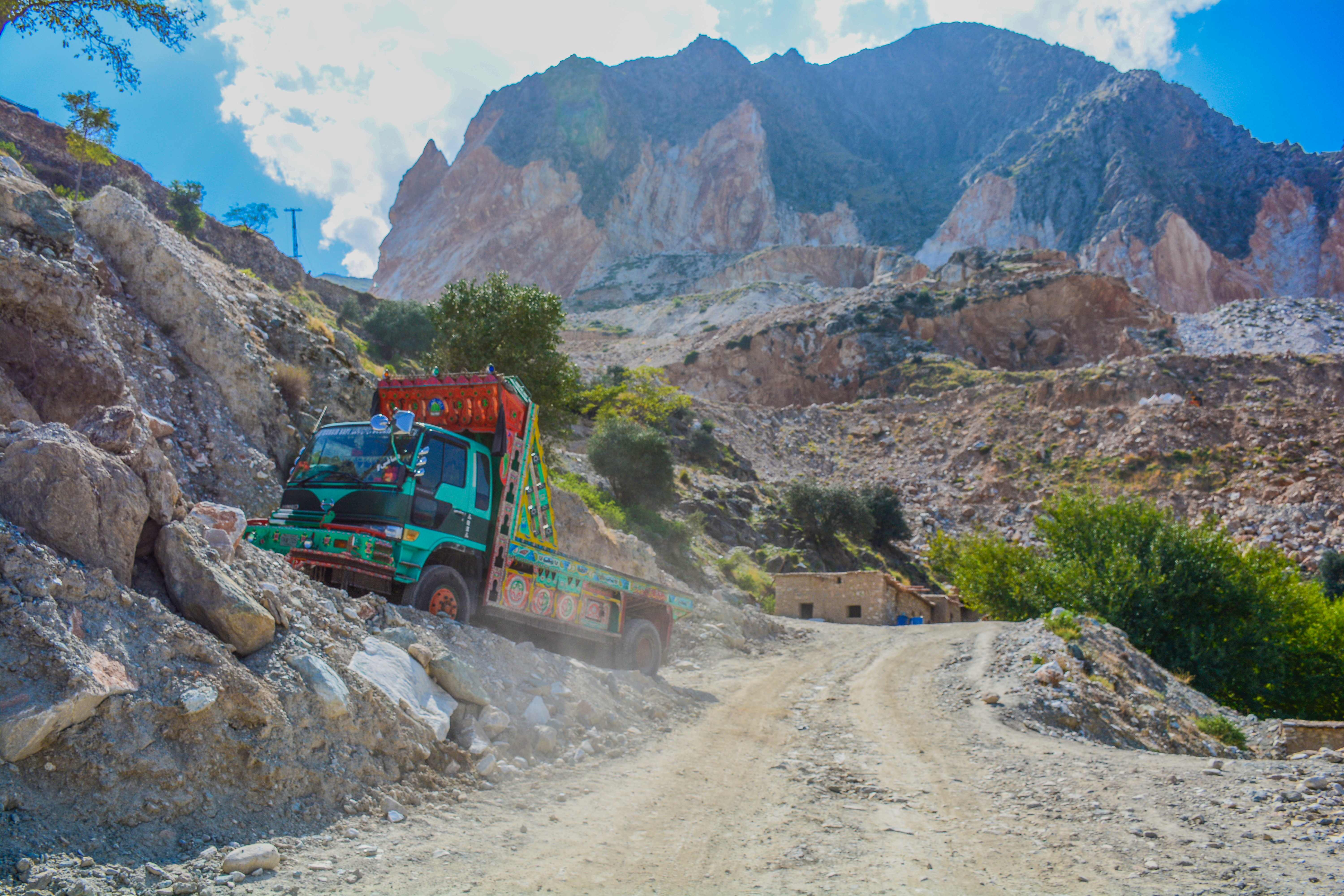
Mine de marbre à Mohmand.

Mohmand a été sous la domination de plusieurs puissances au cours de l'histoire, notamment l'Empire timouride puis l'Empire moghol. Assimilé en 1858 au Raj britannique, Mohmand est une zone stratégique alors qu'il se trouve face à l'Afghanistan.
En 1947, Mohmand est intégré au Pakistan à la suite de la partition des Indes, bien que la zone ait longtemps soutenu le mouvement Khudai Khidmatgar qui s'était opposé au mouvement pour le Pakistan. L'agence de Mohmand est créée en 1951. 
À l'instar du reste des régions tribales, Mohmand est difficilement contrôlé par le pouvoir pakistanais et nourrit un sentiment de défiance envers les autorités. Le régime juridique en place laisse d'un côté une autonomie aux assemblées tribales qui dominent Mohmand, mais les habitants sont privés de nombreux droits dont bénéficient les autres Pakistanais et la zone est directement administrée par le pouvoir central. 
Ce régime juridique est officiellement aboli en mai 2018 et Mohmand est intégré à la province voisine de Khyber Pakhtunkhwa, devenant ainsi un district. Cette décision longtemps demandée par la population est saluée alors que les habitants espèrent le développement de la région et l'accès à des services publics de base.

## Insurrection talibane

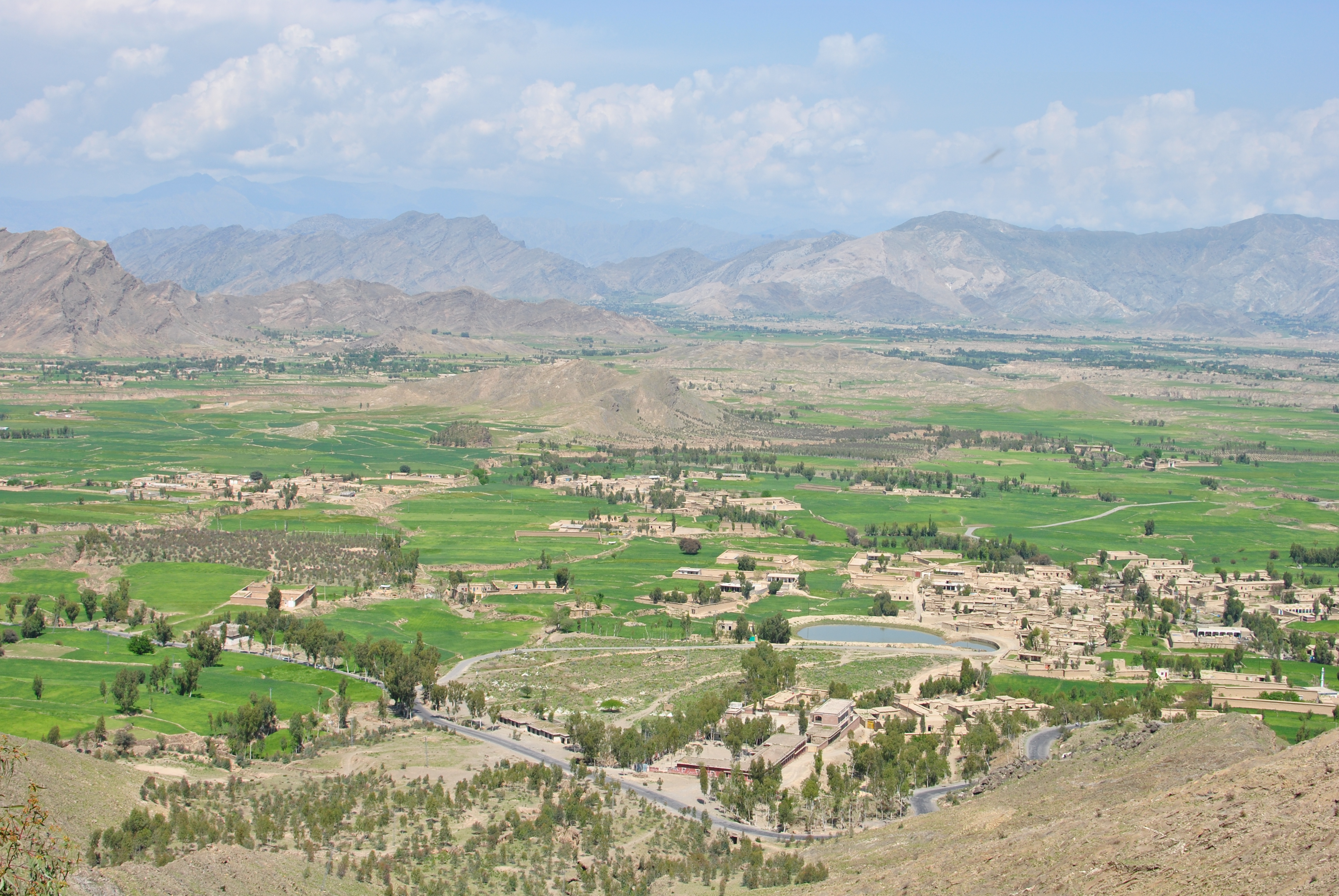
Paysage du district.

Étant situé à proximité de l'Afghanistan, Mohmand est souvent touché par les conflits qui secouent son voisin. La montée de la mouvance talibane dès les années 1990 va conduire à la déstabilisation de la zone, surtout après 2001 avec l'intervention de l'OTAN en Afghanistan qui conduit de nombreux talibans afghans et Al-Qaida à se servir des régions tribales comme base arrière.
Au milieu des années 2000, des groupes locaux opposés au gouvernement pakistanais se constituent. Les premiers combats à Mohmand ont lieu en 2009 puis en avril 2011, l'armée pakistanaise a lancé l'opération Brekhna en visant les talibans pakistanais du Tehrik-e-Taliban Pakistan. Les combats ont fait des centaines de morts. En 2012, le gouvernement proclame la victoire et annonce que Mohmand n'est plus une zone de combats.
Le 26 novembre 2011, l'OTAN commet une bavure en tuant 28 soldats pakistanais.

## Démographie

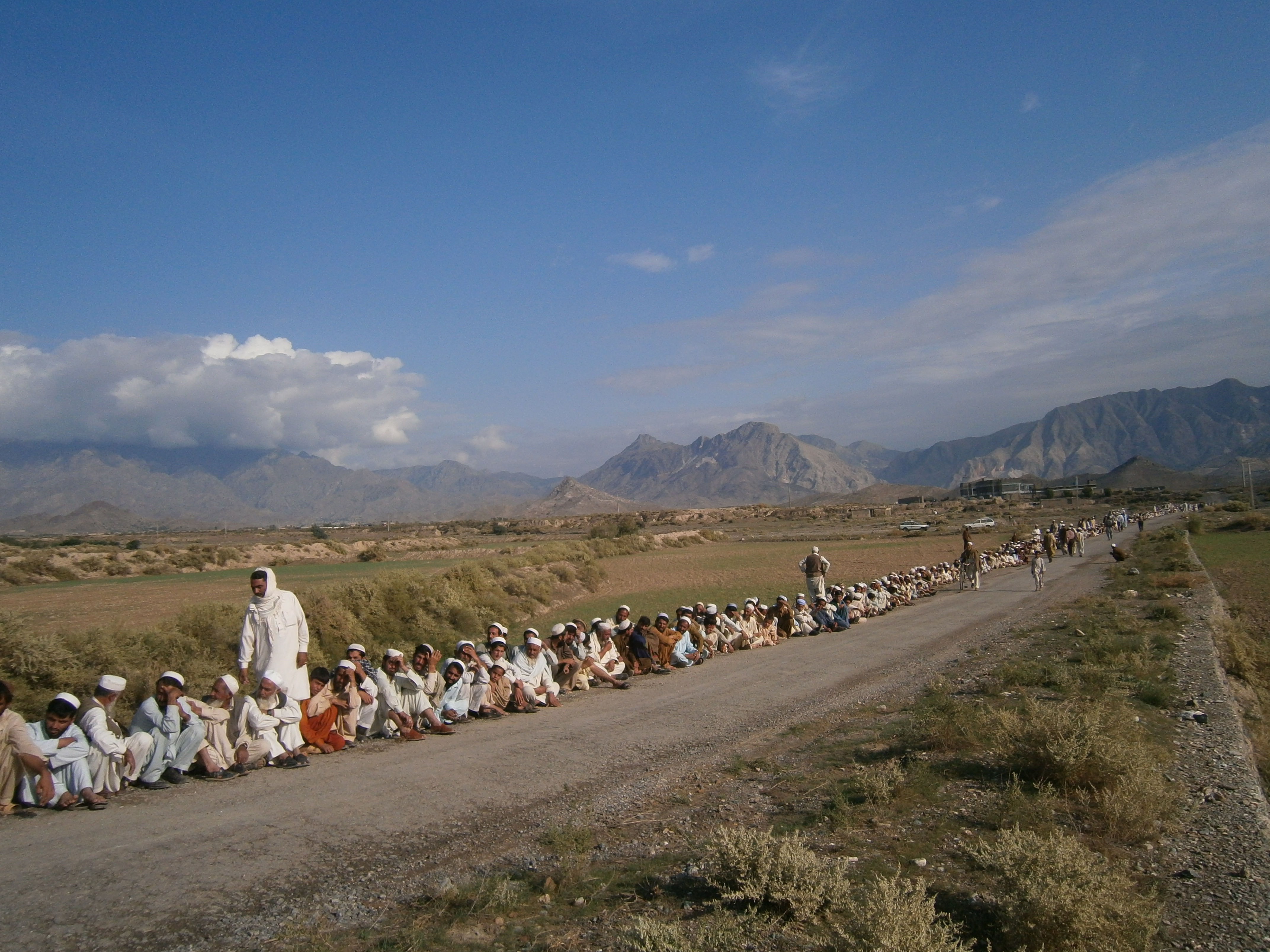
Habitants du district.

Lors du recensement de 1998, la population de l'agence a été évaluée à 334 453 personnes, uniquement ruraux. Le recensement suivant mené en 2017 pointe une population de 466 984 habitants, soit une croissance annuelle de 1,8 %, bien inférieure aux moyennes provinciale et nationale de 2,9 % et 2,4 % respectivement.
D'après le recensement de 2023, la population atteint 553 933 habitants.
La population du district est majoritairement d'ethnie pachtoune et la langue la plus parlée est le pachto, à hauteur de 99,8 % des habitants en 2023, comme pour la plupart de la province. 
Près de 99,9 % des habitants sont musulmans, alors que le recensement de 2023 dénombre seulement 1 554 chrétiens et 14 sikhs.

## Éducation
En 2007, le taux d'alphabétisation du district dépasse à peine les 17 %, et présente surtout une forte inégalité de sexes : 29 % pour les hommes contre 4 % pour les femmes. D'après le recensement de 2023, l'alphabétisation enregistre un net progrès en s'établissant à 31 %, inférieur à la moyenne provinciale de 51 %, dont 47 % pour les hommes et 15 % pour les femmes, une des disparités les plus élevées du pays.
Seuls 22 % des enfants du district sont scolarisés en 2007. Selon un classement national sur la qualité de l'éducation, le district se trouve parmi les moins bien dotés du pays, avec une note de 28 sur 100 et une égalité entre filles et garçons de 55 %. Il est classé parmi les quatre derniers des 141 districts au niveau des résultats scolaires et 109e sur 155 au niveau de la qualité des infrastructures des établissements du primaire. En 2017, près de 43 % des enfants de 10 à 14 ans sont scolarisés, dont 61 % des garçons et 22 % des filles.

## Administration

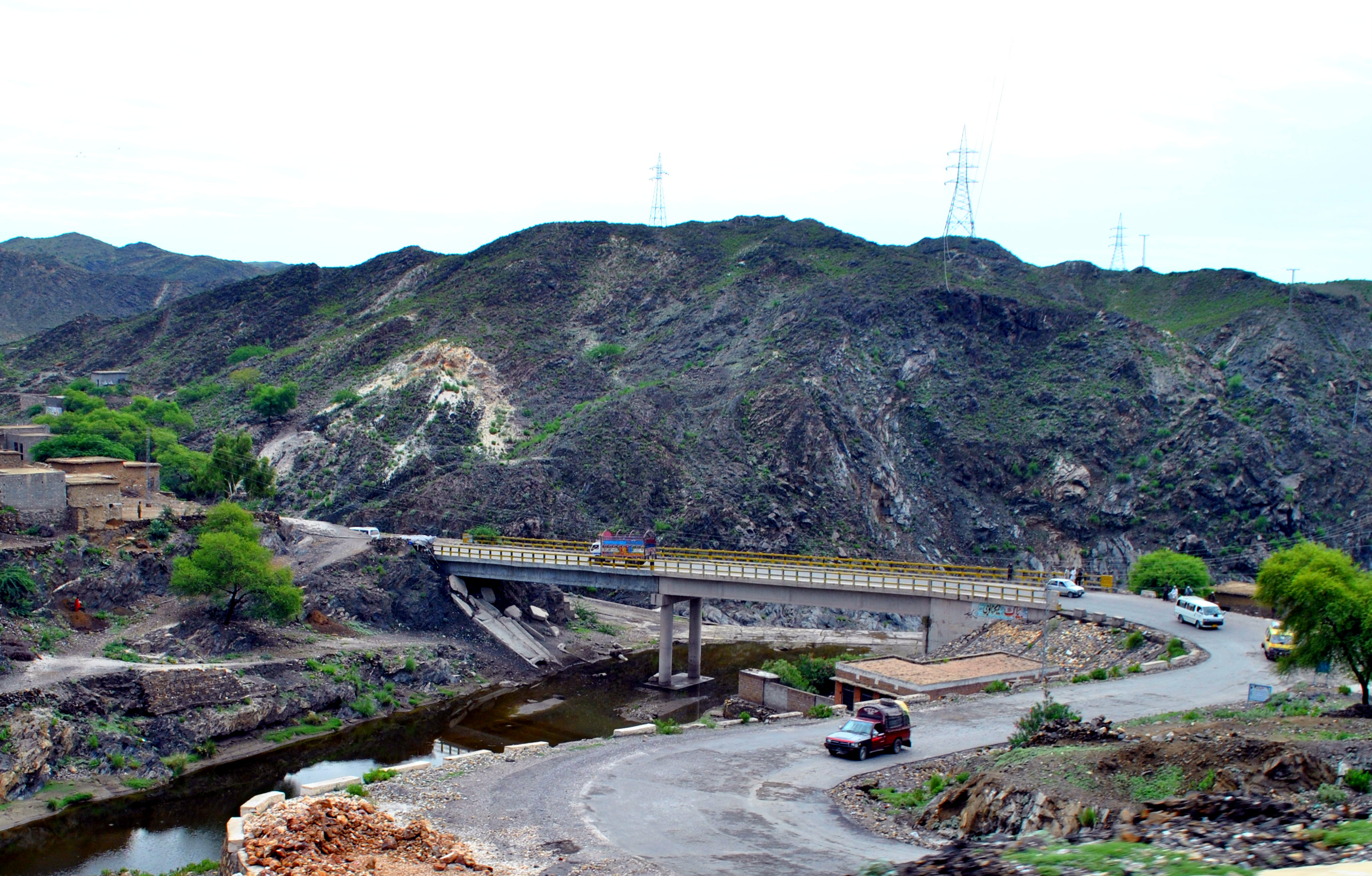
Le pont de Dand.

Le district est divisé en sept tehsils ainsi que 65 Union Councils.
| Tehsil       | Population (rec. 2023) |
| ------------ | ---------------------- |
| Ambar Utman  | 79 455                 |
| Halim Zai    | 89 149                 |
| Pindiali     | 112 247                |
| Prang Ghar   | 36 046                 |
| Safi         | 109 620                |
| Haut-Mohmand | 63 659                 |
| Yake Ghund   | 63 757                 |

Selon le recensement de 2017, Mohmand ne compte aucune localité urbaine si bien que le taux d'urbanisation s'affiche à 0 %. La capitale Ghalanai compte 6 422 habitants.
| Ville    | Population (rec. 2017) |
| -------- | ---------------------- |
| Ghalanai | 6 422                  |

## Économie

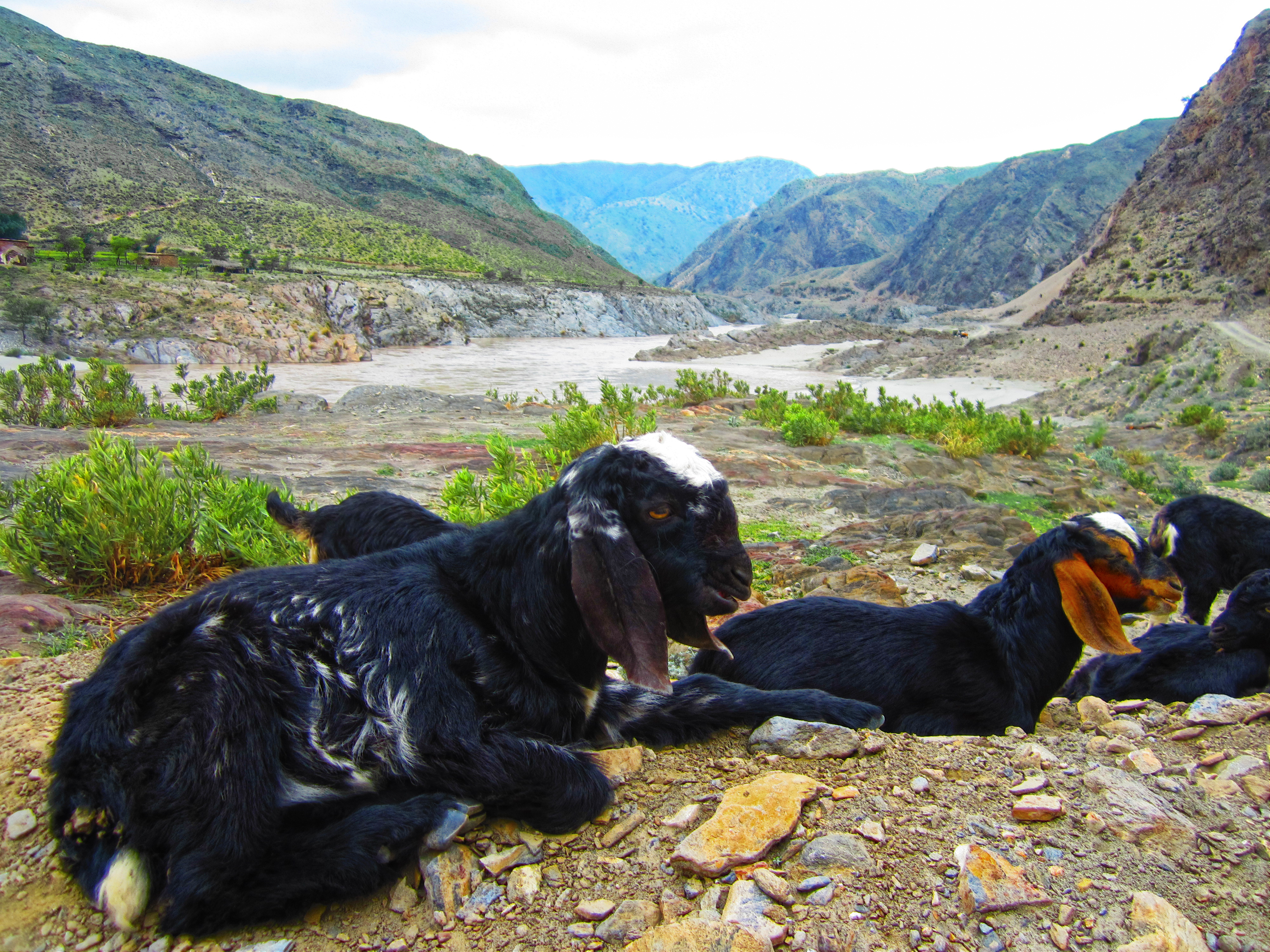
Troupeau près de la rivière Swat.

Le district de Mohmand est pauvre, très reculé, peu doté en infrastructures et services publics. La population souffre notamment de malnutrition, de maladies et de manque d'accès à l'eau. Le principal moyen de subsistance des habitants est l'agriculture et l’élevage alors que les paysans disposent surtout de petites surfaces, souvent inférieures à deux hectares. À Mohmand, près d'un tiers des foyers reçoivent de l'argent de membres de leur famille travaillant ailleurs dans le pays (22 %) ou à l'étranger (9 %) en 2007. 
À la suite de l'intégration de Mohmand à la province de Khyber Pakhtunkhwa en 2018, la population espère une hausse des investissements publics. En 2019, le gouvernement annonce un plan de dix ans pour développer les infrastructures, notamment dans le but de permettre un accès au réseau téléphonique.
L'Autorité de développement de l'eau et de l'électricité (WAPDA) a annoncé la mise en chantier en 2019 du projet de barrage de Mohmand (800 MW) sur la rivière Swat, premier projet à buts multiples entrepris depuis celui de Tarbela en 1968.

## Politique
À la suite de la réforme électorale de 2018, le district est représenté par la circonscription no 42 à l'Assemblée nationale. Quand il était intégré aux régions tribales avant 2018, les candidats aux élections étaient interdits de se présenter sous l'étiquette d'un parti politique sous l'effet du régime dérogatoire au droit commun alors en vigueur. 
Lors des élections législatives de 2018, le district ne compte pas encore de circonscription à l'Assemblée provinciale de Khyber Pakhtunkhwa, malgré son intégration récente à cette dernière province. Par ailleurs, le Mouvement du Pakistan pour la justice remporte le siège en jeu lors de ce scrutin.  
| Parti                                      | Voix   | %       | Élus nationaux |
| ------------------------------------------ | ------ | ------- | -------------- |
| Mouvement du Pakistan pour la justice      | 22 742 | 24,86 % | 1              |
| Parti national Awami                       | 13 790 | 15,08 % | 0              |
| Muttahida Majlis-e-Amal                    | 10 128 | 11,07 % | 0              |
| Parti du peuple pakistanais                | 3 643  | 3,98 %  | 0              |
| Ligue musulmane du Pakistan (N)            | 3 368  | 3,67 %  | 0              |
| Autres partis                              | 294    | 0,32 %  | 0              |
| Indépendants                               | 37 508 | 41,01 % | 0              |
| Total exprimés (participation : 36,04 %)   | 91 473 | 100 %   | 1              |
| Source : Commission électorale du Pakistan |        |         |                |